# Кутище (Івано-Франківський район)
Ку́тище — село в Україні, у Тлумацькій міській громаді Івано-Франківського району Івано-Франківської області, розташоване над р. Дністер.

## Назва
До 1946 р. назва села — Кутиська(пол. Kutyska).
7 червня 1946 року указом Президії Верховної Ради УРСР село Кутиська Тлумацького району перейменовано на село Кутище і Кутиківську сільську раду — на Кутищенська.

## Розташування
Село, затиснуте з двох боків Лисою Горою та Грабичанкою, утворює своєрідний кут — звідси й назва.

## Географія
Село Кутище розташоване між гірськими каньйонами, покритими мішаними лісами, які простягаються із Заходу на Схід до річки Дністер. Внаслідок цього, село обмеженне з Півдня та Півночі і тягнеться двома вулицями довжиною чотири кілометри. Східна частина села впритул доходить до р. Дністер, що спричиняє підтопленню цих господарств під час повеней. Невеликий потік, що бере свій початок у селі Вікняни, розділяє село вздовж на дві частини.

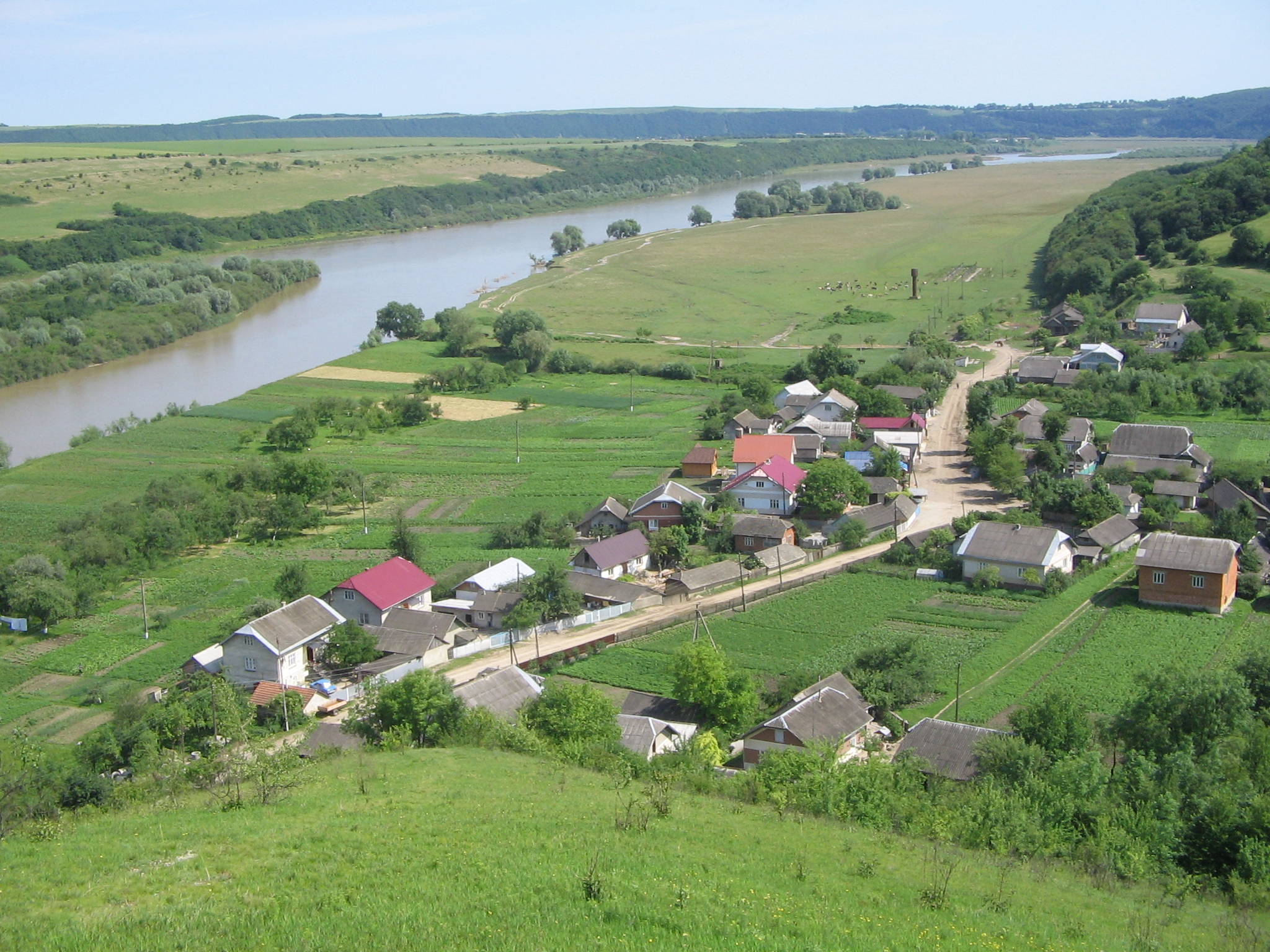

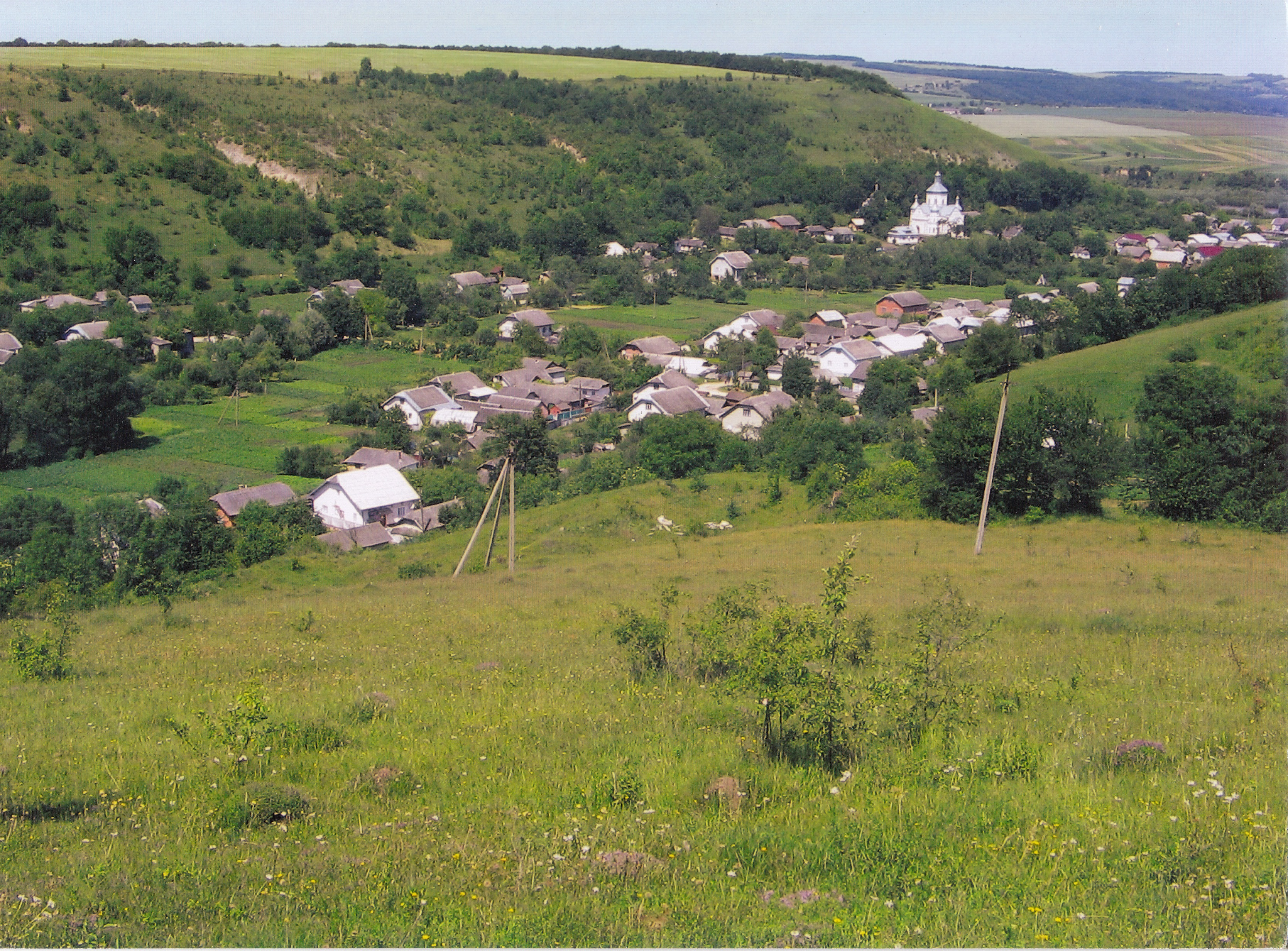

Природна трав'яниста рослинність збереглася на сіножатях, пасовищах, а також у заплавах річок - це жовтець язиколистий, цикута отруйна, глечики жовті, рідкісний вид папороті - щитник Роберта, валеріана висока, віхалка гілляста, холодок тонколистий, буквиця лікарська, головатень, бородач звичайний, пирій повзучий, шавлія кільчаста, самосил гайовий, горицвіт, ковила волосиста. У лісах і полях Придністров'я поширені такі тварини: вепр, сарна, борсук, заєць сірий, лисиця, куниця, тхір, ласка, ховрах, хом'як, сіра полівка, їжак, вивірка. На берегах річок, лісів, лук поширені такі птахи: горлиця, чайка, лелека біла і чорна, чапля, трясогузка біла, куріпка сіра, сорока, сова сіра та вухата, горобець, синиця, сойка, дятел, яструб, одуд, ластівки, стрижі. У р. Дністер водиться близько сорока видів риб - це сом, підуст, лин, щука, карась, короп, окунь, лящ, головень, червонопірка, верхоплавка… На луках, полях можна зустріти плазунів : ящірку прудку, вужів, гадюк, жабу трав'яну, ропуху сіру, а біля річок черепаху болотну. На території населеного пункту і за його межами зустрічаються корисні копалини осадового походження. Переважаючим видом викопної сировини є будівельні матеріали: вапняки, глина, пісок, сірий камінь, гравій.

## Історія
На околицях знайшли знаряддя праці пізнього палеоліту, хоча перша письмова згадка про село належить до 1419, 10 липня. Але в дійсності село було засноване значно раніше в XII - XIII ст., в час найвищого культурного розквіту Галицького князівства, за князювання Ярослава Осмомисла (1152-1187 рр.). Треба вважати, що в цей час було засноване і село Кутиска. Тут жили князівські люди і несли митну службу, оформляли торгові справи княжого двору. Тут жили також риболови та гончарі. Річка Дністер служила вигідним джерелом сполучення, про це свідчать прізвища Перевізники, які збереглись до наших часів. Археологічними експедиціями, які проводили розкопки на території Тлумаччини у 1974 та 1982 роках в с. Кутище, урочище Могилиця, були знайдені знаряддя праці пізнього палеоліту, а це засвідчує, що первісні люди проживали тут 20-15 тисяч років тому. Це були племена, які займалися риболовством, полюванням, збиральництвом, а також виготовленням примітивних крем`яних знарядь праці. В урочищі Кам`яна були знайдені кам`яні знаряддя праці первісних людей: гостроконечники, скребці, жорна - кам`яна куля діаметром 60-70 мм, зерно розсипали на великому камені, а цією кулею натискаючи руками, подрібнювали зерно, також куля служила для оборони і полювання, кам`яна сокира (свердлена) – бронзова доба, а також черепки посуду. Із археологічних даних первісне заселення Покутського краю відбулося в середньому палеоліті. У 1962 р. М. Клапчуком, а пізніше й іншими дослідниками у Тлумацькому районі були виділені нові мезолітичні комплекси серед матеріалів пам’ятки Кутище II (Могилиця), Кутище III (Оборище).
У 1987 р. Б. Василенко здійснював обстеження і відкривав мезолітичні пам’ятки у всіх районах Галицько-Городенківського Придністров’я.
В Кутищах експедицією Б.Василенка були обстежені поселення Кутище II (Могилиця) і Кутище III (Оборище). Відкриті поселення Кутище V (Оборище), Кутище VI (Оборище), Кутище XI (Видниця), Кутище XII (Видниця), Кутище XIV (Лиса Гора), Кутище XVII (Гунище)

### Археологічні розкопки які були проведені на території Кутищ.
1. Курганний могильник Кутище І ранньої залізної доби,західноподільська група, східна окраїна села, урочище Гетьманські Поля, ромір – 200 на 200 метрів. Виявив Клапчук М. в 1973 році.
2. Поселення Кутище II пізнього палеоліту, мезоліту, східна окраїна села, урочище Могилиця, розмір – 600 на 300 метрів. Виявив Клапчук М. в 1973 році Обстежив Василенко Б. в 1987 році.
3. Поселення Кутище III пізнього палеоліту, мезоліту, 0,5 кілометрів на захід від села, урочище Оборище. Виявив Клапчук М. в 1973 році Обстежив Василенко Б. в 1987 році.
4. Поселення Кутище IV трипільської культури, один кілометр на південний схід від села, урочище Оборище.виявив Б.Василенко в 1987 році.
5. Поселення Кутище V мезоліту, 0,8 кілометрів на південний схід від села, урочище Оборище. виявив Б.Василенко в 1987 році.
6. Поселення Кутище VI мезоліту, 1,2 кілометра на південний схід від села, урочище Оборище. виявив Б.Василенко 1987 році.
7. Поселення Кутище VII пізнього палеоліту, 0,7 кілометрів на південний схід від села, урочище Оборище. виявив Б.Василенко в 1987 році.
8. Поселення Кутище VIII трипільської культури, 0,9 кілометрів на південь від села, урочище Оборище., виявив Б.Василенко в 1987 році.
9. Поселення Кутище IX голіградської культури фракійського гальштату, східна окраїна села, садиба П.Ткачука, виявив Б.Василенко в 1987 році.
10. Поселення Кутище Х пізнього палеоліту, 0,2 кілометра на північ від села, урочище Видниця, розмір- 150 на 100 метрів, виявив Б.Василенко в 1987 році.
11. Поселення Кутище XI мезоліту, 0,3 кілометра на північний захід від села, урочище Видниця, розмір 100 на 100 метрів, виявив Б.Василенко в 1987 році.
12. Поселення Кутище XII мезоліту, 0,5 кілометрів на північний захід від села, урочище Видниця, розмір – 100 на 50 метрів, виявив Б.Василенко в 1987 році.
13. Поселення Кутище XIII пізнього палеоліту, 0,3 кілометра на північний схід від села, урочиещ Лиса Гора, розмір – 100 на 50 метрів, виявив Б.Василенко в 1987 році.
14. Поселення Кутище XIV мезоліту, 0,15 кілометрів на північ від села, урочище Лиса Гора, розмір – 100 на 150 метрів, виявив Б.Василенко в 1987 році.
15. Поселення Кутище XV підкарпатської культури шнурової кераміки, 0,5 кілометрів на південний схід від села, урочище Філізівка, розмір – 150 на 100 метрів, виявив Б.Василенко в 1987 році.
16. Поселення Кутище XVI пізнього палеоліту, південна окраїна села, урочище Гунище, розмір – 200 на 100 метрів, виявив Б.Василенко в 1987 році.
17. Поселення Кутище XVII мезоліту, південна окраїна села, урочище Гунище, розмір – 500 на 100 метрів, виявив Б.Василенко в 1987 році.
18. Поселення Кутище XVIII голіградської культури фракійського гальштату, 2,5 кілометрів на південь від села, урочище Сафатове, розмір – 300 на 100 метрів, виявив Б.Василенко в 1987 році.
19. Поселення Кутище XIX пізнього палеоліту, трипільської культури, 3,5 кілометрів на південний схід від села, урочище Дудин, розмір – 200 на 100 метрів, виявив Б.Василенко в 1987 році.
20. Поселення Кутище XX трипільської кульутри, 3 кілометри на південний схід від села, урочище Дудин, розмір – 400 на 100 метрів, виявив Б.Василенко в 1987 році.
21. Поселення Кутище XXI пізнього палеоліту, трипільської культури, 0,2 кілометри на південний захід від села, урочище За Олесієвим, розмір – 100 на 100 метрів, виявив Б.Василенко в 1987 році.
22. Поселення Кутище XXII культури лінійно-стрічкової кераміки, трипільської культури, західна окраїна села, урочище Бублева, розмір – 150 на 100 метрів, виявив Б.Василенко в 1987 році.
23. Поселення Кутище XXIII пізнього палеоліту, голіградської культури фракійського гальштату, чотири кілометри на південь від села, урочище Під Городище, розмір – 120 на 80 метрів, виявив Б.Василенко в 1987 році.

В 16-му столітті покутяни, в тому числі і жителі с. Кутище, терпіли від нападів татарських орд. Літом 1594 року на галицькі села напала орда кримських татар, які спалили село, забирали у полон багато людей, свідком цих подій був Дністер, острів Страчинець, гора Видниця. Турки і татари не давали людям спокою, їх вабила врожайна земля, роботящі люди, яких можна було забрати в полон. жителі Кутищ тікали та переховувалися від татар в лісах та інших недоступних місцевостях. В легенді про виникнення села розповідається: «Давним-давно, багато років тому, вся долина була залита водою, яка глибокими ярами збігала з полів, з горбів, а вже потім впадала у Дністер. Минали роки. Джерела, які наповнювали долину водою, повисихали, а долина зазеленіла пишними травами. Прийшли у квітучу долину люди, які облюбували собі місце над Дністром, і побудували собі оселі. Стали жити, бо для життя було все: вода, родюча земля, ліс, затишок. Гори захищали від вітрів, родюча земля годувала, ріка була багата на рибу, ліси на звіра. Здавлося, що долину, крім ясного сонечка, не бачив ніхто. Та ворог ходив усюди, не обминув долину над Дністром. Коли турки нападали на село зненацька, після них залишались руїни, хто не підкорювався-вбивали, а молодих, здорових, вродливих забирали в полон.
Жителі села, щоб зберегти життя та майно, на високій горі виставляли варту, день і ніч вартували, змінюючи один одного. Турки приходили із-за Дністра, вартовий побачивши чужинців ще далеко від села, запалював на вежі вогонь - це був знак тривоги. Побачивши його, люди втікали в ліси, яри. Було кілька великих глибоких ровів, один з них,що знаходився тоді на околиці села, був широкий і глибокий, у ньому найбільше ховались люди. Втікаючи до безпечного місця, казали один одному: «Тікаймо в кут». Кут-це місце між двома горбами,що має форму кута, від цього, як стверджують старожили, пішла назва села Кутище».
Інша легенда в якій згадуються татари говорить: «Посеред Дністра-острівець - Страченець. Густий верболіз покрив його, а поміж того верболізу кущики порічок. Звітки вони тут? Чого така дивна назва Страченець? Давно то було, коли турки не давали спокою, приходили у квітучу долину, палили будинки, вбивали людей, забирали у полон. Та були непокірні, сміливі та вперті.

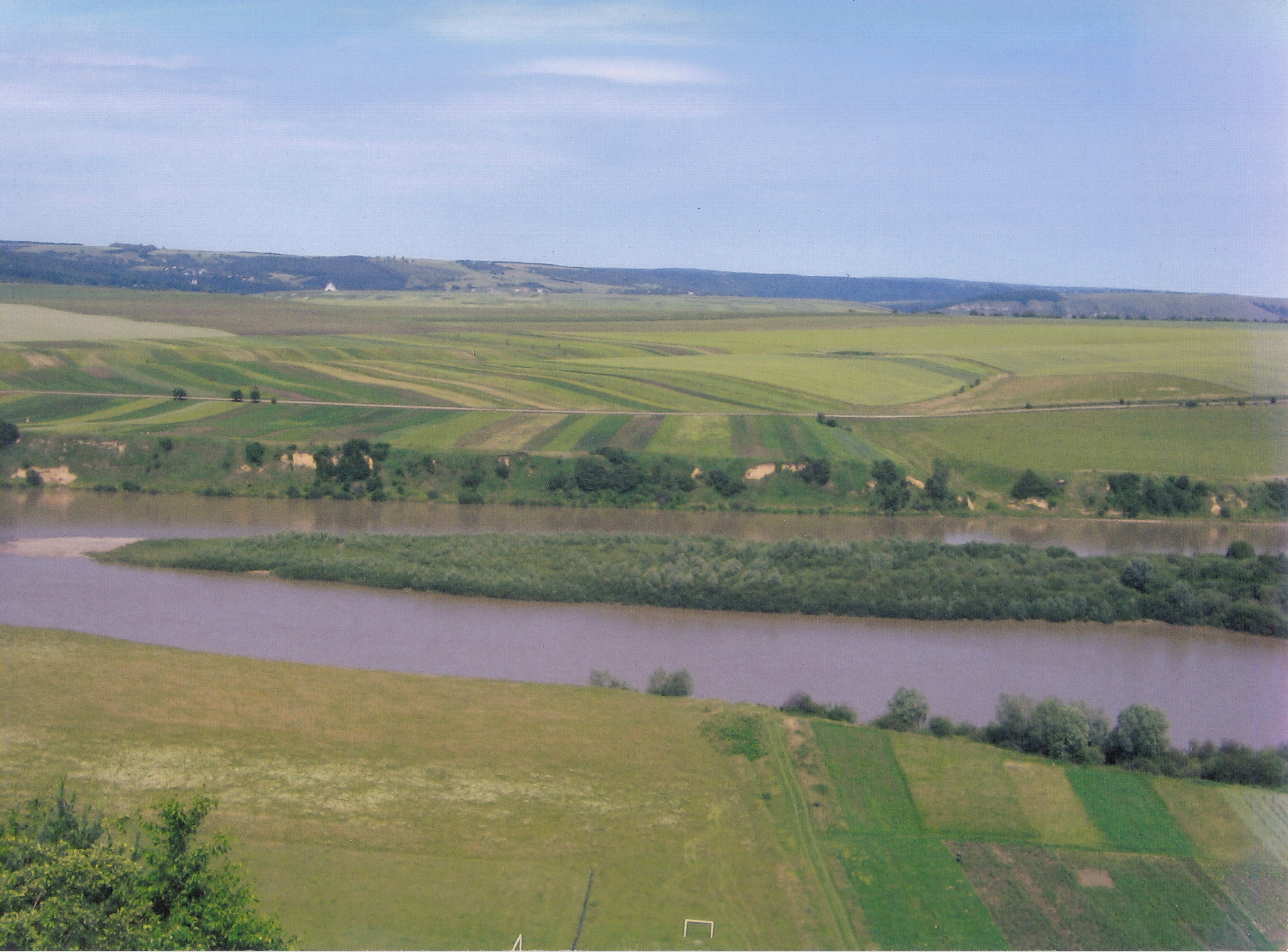

Багатьох молодих дівчат вбили турки на острівці, залишили їх мертві тіла між густими лозами, лише сонце сумно поглядало на ці звірства. Так робили вороги не один раз. І знали живі де шукати вбитих. Багато років минуло з того часу. Та лихо забути не можна. Видно не була забута ця подія і Богом. І Дністер легко обмивав своїми водами острівець, щоб не порушувати його тишу. Виросли на острівці порічки. Ніхто їх не садив, а звідки вони взялися тут? Кажуть, що то, напевно, з крові молодої виросли вони, щоб нагадувати про їх життя. І назвали острівець Страченець. І з тих пір відлунює пам’ять про страшні події тих часів.»
Ще з розповідей старожилів дізнаємося, що була велика страта жителів села які тікали від татар в місцевість, яку зараз називають Довгий кут, де зараз все поросло густими лозами і по ночам чути моторошні звуки, що ніби нагадують про ті жорстокі часи.

### СЕЛО В РОКИ ДРУГОЇ СВІТОВОЇ
На початку війни в селі оголосили обов’язкову загальну мобілізацію. Першими із села Кутище були мобілізовані: Андрусяк Іван Якович, Божумінський Василь Євгенович, Бурлак Дмитро Олексійович, Гарасимчук Дмитро Йосипович, Дудяк Василь Миколайович, Луцик Василь Миколайович, Матіїшин Микола Дмитрович та інші. Німецькі війська захопили Тлумач на початку липня 1941 року, завдяки мобільним моторизованим частинам, німецькі війська стрімко просувалися на схід, і невдовзі досягли м. Тернополя. Постійно продовжувались нальоти ворожої авіації, радянська армія відступала. 7-го серпня 1941 року всю владу на Станіславщині захопили фашисти. Деякі селяни вважали німців визволителями від «совіцької влади». В той час багато жителів було насильно вивезено до Німеччини.
Люди, які були вивезені до Німеччини:
1. Костів Михайло Маркович
2. Бурлак Марія Степанівна
3. Дудяк Юстина Михайлівна
4. Козак Ганна Михайлівна
5. Замулінський Михайло Васильвич
6. Терлецький Іван
7. Кузишин Василь Миколайович
8. Кузишин Варвара
9. Павлюк Михайло Миколайович
10. Красняк Олена
11. Павлюк Василь Микитович
12. Кудерський Іван Васильович
Велика кількість жителів с. Кутиська вступили до лав Радянської Армії, багато з них не повернулися додому, полягли на землях Угорщини, Польщі, Німеччини.
ЗАГИНУЛИ ПІД ЧАС ДРУГОЇ СВІТОВОЇ ВІЙНИ У ЛАВАХ РАДЯНСЬКОЇ АРМІЇ
```
(01. 09. 1939р. -- 02. 09. 1945р.)
```

1. Андрусяк Іван Якович
2. Андрусяк Михайло
3. Божумінський Василь Євгенович
4. Бурлак Дмитро Антонович
5. Бурлак Дмитро Олексійович
6. Бурлак Микола Дмитрович
7. Бурлак Михайло Федорович
8. Гарасимчук Дмитро Йосипович
9. Головатий Дмитро Дмитрович
10. Гурик Михайло Семенович
11. Довган Іван Максимович
12. Дудяк Василь Миколайович
13. Дудяк Василь Олексійович
14. Дудяк Дмитро Тимофійович
15. Дудяк Микола Васильович
16. Дудяк Михайло Дмитрович
17. Дудяк Михайло Васильович
18. Замолінський Михайло Дмитрович
19. Зьола Мартин Михайлович
20. Ковальчук Михайло Іванович
21. Козак Дмитро Олексійович
22. Костів Іван Дмитрович
23. Красняк Іван Дмитрович
24. Красняк Іван Миколайович
25. Ленчук Григорій Прокопович
26. Луцик Василь Миколайович
27. Луцик Михайло Антонович
28. Лясів Павло Якимович.
29. Матіїшин Василь Юрійович
30. Матіїшин Микола Дмитрович
З багатьма високими нагородами до села повернулися Налисник М.І., Дудяк В.І., Бурлак Т.М., Рудик І.К., Дудяк М. Т., Глиняний Ф.Д., Стефанків Б. Й., Богайчук І. Д., Довган І.В., Сластьон- Бурлак Анастасія Василівна і інші. Кутище було визволено від німців 27 серпня 1944 року.

### СЕЛО КОЛГОСПНЕ
У 1939 році після встановлення в селі радянської влади, було організовано сільськогосподарську артіль ім. Чапаєва. На початку липня 1941 року село Кутиська окупували німці, які запровадили окупаційний режим. Колгоспна садиба була перетворена на фільварок, так зване воєнізоване господарство «Лігеншафт». Люди у господарстві змушені були орати, сіяти, збирати урожай і здавати його німцям. Кожне господарство було обкладене податком - «контингентом», кожний селянин повинен щороку здавати на потреби Рейху половину зерна, а м’яса пропорційно до розміру господарства, 500 л молока від однієї корови, а також 300 штук яєць. Тварини (корови, телята, кози, вівці, свині), були на обліку і закульчиковані. Без дозволу влади продавати, забивати тварин для своїх потреб було заборонено. За нездачу контингенту була оголошена кара смерті. У 1941році через велику повінь, більшість селянських посівів загинуло, у селі почався голод.
Перша спроба створення колгоспу у нашому селі була в вересні 1945 року «до села Кутиська Товмацького р-ну приїхало 15 большевиків провіряти здачу контингенту, причому наказали здати і тим господарам, які були звільнені, бо в противному разі будуть вивезені на Сибір, як вороги Радянського Союзу».
У звіті окружного проводу ОУН є згадка про створення першого колгоспу в 1946 році на теренах нашого села в якій говориться що:«На теренах Товмацького р-ну під терором змушено зорганізувати перший колгосп в с. Кутиська. Колгосп цей об’єднує 37 господарств. В радянській пресі подано, що колгосп має 214 га землі, має 6 коней, 3 вози та 3 плуги та інший реманент. Працездатних 62 особи. В перших днях існування колгоспу, повстанці зліквідували голову колгоспу і голову с/ради, як більшевицьких вислужників. Селяни поки що возять хліб з поля додому, а колективну роботу відложили на осінь».
Селяни не хотіли вступати до колгоспу, і віддавати туди всі свої нажитки. Тому радянська влада постійно проводила агітацію щодо вступу у колгосп, про що і говорить нам наступний документ «До села Кутиськ Товмацького р-ну приїхало авто більшевиків і нач. [ро] мвдШептекін. Робили мітинг в справі здачі контингенту. На мітингу говорили про колгоспи та радгоспи, яка є різниця між колгоспами, і радгоспними господарствами. При тому моцно вихвалювали заможне життя в колгоспі. Та однак коли прийшлося підписувати заяви до колгоспу, селяни потихеньки повтікали».
У звіті надрайонного проводу ОУН Товмаччини (Тлумаччини) за серпень і верерень 1948 року згадується що, «по колгоспах большевики звозили хліб на “спільний тік”. Перемолочене збіжжя забирали до району. Не залишаючи нічого в колгоспному магазині, говорили, що тому, щоб “бандьори”не спалили. За трудодні казали, що будуть виплачувати ячменем. Так поступили в колгоспах сс. Олеша, Слобідка, Кутиська Товмацького р-ну. Є випадки, що колгоспники ходять за прошеним хлібом, як сс. Кутиська і БуківнаТовмацького р-ну.Останні не хотіли йти робити на колгоспне поле і коли збіжжя вже доходило, тоді дозволено його збирати кожному зокрема.
По зборі наложено 1 га 6 ц. збіжжя здати для держави. Після такої здачі контингенту, колгоспникові нічого не залишилось.Щоб виконати понад плян хлібоздачу, большевики прямо грабують населення. Коли селяни за так короткий строк наложеного контингенту не в силі здати, большевики заїздять до таких селян фірою і забирають збіжжя на т.зв. “спільний тік”. Обмолочене збіжжя відставлювано на заготівельний пункт. Були випадки, що забирали відразу із поля».
У 1946 році на території с. Кутище було організовано колгосп ім. Чапаєва. Сталінська влада продовжувала викачувати хліб з колгоспів довоєнними методами, хоча посуха навесні і влітку 1946 року привела до неврожаю. Зимою в селі розгулявся голод, особливо страждали діти, багато людей повмирало. У колгоспі людям не платили нічого, доводилось пра-цювати задарма, за трудодень. Кожна садиба селянина була обкладена податками: за хату, за тварин, за кожне дерево у саду, людям доводилось вирізувати дерева, щоб не платити податок. Селяни були безправною робочою силою. За торбинку крадених колосків жителька села Нижник Марта Остафіївна потрапила на два роки до в`язниці. У 1959 році, за рекомендацією районної влади колгосп ім.. Чапаєва с. Кутище був об’єднаний з Вікнянським у колгосп «Україна», - головою був Качорак В.М. В той час оплата за трудодень становила - 1,27 кг зерна та 2,08 крб. для селян та 1,81 кг зерна і 5,87 крб. для механізаторів. В січні 1963 року на звітних зборах колгоспників за рекомендацією райкому партії головою колгоспу обрали Смижука Онуфрія Михайловича. У 1964-1965рр. роз`єднано колективне господарство і створено нове господарство «Зоря». В 1972 році під тиском районної влади було об’єднання колгоспів сіл Кутище і Вікнян і перейменовано на колгосп ім. Ілліча, голова -Смижук Онуфрій Михайлович, який ще до об’єднання колгоспів на початку 70-х розпочав будову склозаводу в с. Кутище. Завершення будівництва і випуск першої скляної посуди відбулося в об’єднанім колгоспі. За 1974 рік завод випустив валової продукції на суму 593 448 крб., з яких реалізовано скляної посуди на суму 580 318 крб., прибуток становив 159 267 крб. При об’єднанні колгосп «Ілліча» мав 2802 га сільськогосподарських угідь : - 1580 га ріллі, 24 га сіножатей, 486 га пасовищ та 97,8 га лісів, також було розвинуте тваринництво, на фермах налічувалось 430 корів, 45 телиць, 576 молодняка великої рогатої худоби, 1468 овець, 65 свиней, 66 коней та 18 лошат. Річний надій на одну журажну корову становив - 2370 кг, а здано на м’ясо великої рогатої худоби - 945 ц. Колгосп спеціалізувався на вирощуванні зернових культур, цукрових буряків, овочів, тютюну, картоплі, кукурудзи. Середня урожайність була такою: зернових - 21 ц/га, цукрових буряків - 297 ц/га, овочів - 266 ц/га, картоплі - 120 ц/га, кукурудзи на зерно - 158 ц/га.
В 1974 році почалось розширення склозаводу, Смижуку О.М. було важко керувати у колгоспі і на заводі, і він відмовився від посади голови колгоспу, а залишається директором склозаводу, колгосп очолив Одуд Ярослав Олексійович з 1974 - 1979 рр. Його замінив Ткачук Михайло Миколайович, який працював головою господарства до 1982 року, але за погодженням з райкомом партії Смижук О.М. перевів Ткачука М.М. на склозавод своїм заступником, а головою колгоспу назначають Сідлярчука Бориса Петровича, який пропрацював до 1989 року. У 1989 році знову повертається головою колгоспу Одуд Ярослав Олексійович, який пропрацював до 16. 12. 1991 року - колгосп Ілліча.
У 1991 році, коли була своя Незалежна Самостійна Держава, Верховна Рада України прийняла Закон «Про колективні сільгосппідприємства», і в 1995 році відповідно до Указу Президента розпочалося паювання землі, селянам видали на руки земельні та майнові сертифікати. 1991 року з ініціативи селян стали роз’єднуватися колгоспи, і в кожному селі почали створюватися свої спілки селян, у Кутищах утворилась спілка селян «Злагода», - голова Перевізник Іван Іванович з 17.12.1991р. по 15. 03. 1996 р., а у Вікнянах - спілка селян «Нива». Сільськогосподарська залишилась в межах села,а все колгоспне майно було розділено так : с/с «Злагода» одержала 52,7%, с/с «Нива» - 47,3 %.
Наступним головою колгоспу стає агроном колгоспу Катеринюк Іван Васильович з 1996 – 1999 рік.
У 1999 році указом Президента почалося розформування колективних сільгосппідприємств та створення фермерських та одноосібних господарств. 30.09.1999 року в зв’язку із реорганізацією спілки утворено агрофірму ім. О. Смижука, якою керує Соловій Микола Петрович, а виконувачем обов’язків Дудяк Іван Васильович з 2000 – 2002 рік.
01.06.2004 р. утворюється ТЗОВ «Склозавод ім.. Смижука ».
2007 р. - АСКО «Аграр».
Голови колгоспу
- Шолоп Василь Федорович - 1948 - 1956
- Бурлак Дмитро Якович - 1956-1959
- Качорак В.М. – 1959 – 1961
- Нижник Василь Іванович – 1961 - 1962
- Смижук Онуфрій Михайлович - 1963-1968
- Романюк Іван Васильович – 1968 – 1969
- Смижук Онуфрій Михайлович – 1970 - 1974
- Одуд Ярослав Олексійович - 1974 - 1979
- Ткачук Іван Миколайович - 1979 - 1982
- Сідлярчук Борис Петрович - 1982 - 1989
- Одуд Ярослав Олексійович - 1989 - 1991
- Перевізник Іван Іванович - 1991 - 1996
- Гарасимчук Іван Іванович – з березня 1996 по листопад 1996
- Катеринюк Іван васильович - 1996 - 1999

30.09. 1999 р. - в зв’язку із реорганізацією спілки, утворено агрофірму ім. О. Смижука - Соловій Микола Петрович, в/о голови - Дудяк Іван Васильович
В 1437 році шляхтич Гнат з Кутища судився в галицькому суді проти Фрола з Вістря.
У XVIII столітті було кілька співвласників. Один з них — Хлібович — викупив в інших їх частки, заклав фільварок Хлібівка.
У селі збереглася [Архівовано 3 березня 2016 у Wayback Machine.] дерев'яна церква Різдва святого Івана Хрестителя 1802.
У 1934—1939 рр. село входило до об'єднаної сільської ґміни Ніжнюв Тлумацького повіту.
У 1939 році в селі проживало 2 360 мешканців, з них 2 155 українців-грекокатоликів, 190 українців-римокатоликів і 15 поляків
12 червня 2020 року, відповідно до Розпорядження Кабінету Міністрів України  № 714-р «Про визначення адміністративних центрів та затвердження територій територіальних громад Івано-Франківської області», увійшло до складу Тлумацької міської громади.
17 липня 2020 року, в результаті адміністративно-територіальної реформи та ліквідації Тлумацького району, село увійшло до складу новоутвореного Івано-Франківського району.

## Склозавод
Журналісти починали свої кореспонденції: «Під горою височать труби Кутищенського склозаводу…», а починалося все так… Зимою 1963 року, як згадує Ткачук Іван Миколайович, на звітно-виборних зборах колгоспників, представили і обрали головою колгоспу Смижука Онуфрія Михайловича (08.12.1912-10.10.1988), родом з с. Черемхів Коломийського району Івано-Франківської області, а до того працював начальником Снятинського харчокомбінату. Збори проходили в приміщенні конюшні. В своєму виступі Онуфрій Михайлович сказав: «Наступні звітно-виборні колгоспні збори проходитимуть у новому клубі». Його слово не розійшлося з ділом. В 1965 році збори проходили в новозбудованому клубі с. Кутище, який згодом перейменовано в Народний дім.
Риси характеру Онуфрія Михайловича були такі: вимогливий до себе і так само й до підлеглих, не любив п`яниць, злодіїв і тих людей, які казали, що я незнаю як, але не так. Керівник повинен бути серед працюючих, а не сидіти в кабінеті, любив повторювати він.
За 25 років під його керівництвом побудовано господарські будівлі та будівлі соціально- культурного призначення - це Народний дім, склозавод з адмінбудинком, теплицю на території склозаводу, лікарську амбулаторію, контору колгоспу (тепер музей історії села), торговельний комплекс, а також новобудови в с.Вікняни - школа, Народний дім, магазин, тракторну бригаду, а також газифікація двох сіл.
На початку 1970-х років за ініціативи тодішнього голови колгоспу Онуфрія Михайловича Смижука, пізніше директора склозаводу на території с. Кутище було збудовано склозавод, єдиний в Івано-Франківській області, на якому працювало 120 молодих людей. У 1973 році в с. Кутище було запалено факел природного газу, а в 1975 році було проведено газифікацію двох сіл Кутище та Вікняни- перші села в Тлумацькому районі.
На заводі було два цехи: піч № 1-велика піч, біля якої працювало чотири зміни, перша з 6.00-14.00 год., друга з 14.00-22.00 год., третя з 22.00-6.00 год.-четверта вихідна. Кожна зміна складалася із чотирьох бригад, у бригаді три чоловіка (баночник, видувальник, обробник), всього біля печі було 12 чоловік, також був майстер зміни,а також контролер (браківщиця)-всього 15 чоловік.
Вшанування пам’яті Смижука Онуфрія Михайловича
За великий вклад у розвиток села кутищенці вшанували Онуфрія Михайловича встановленням пам’ятника в центрі села.
Відкриття пам'ятника відбулося на свято Покрови 14 жовтня 2014 року., у день, від якого бере відлік найбільш героїчна доба в історії України – створення УПА.
Постанова про відкриття пам'ятника була прийнята на сесії Кутищенської сільської ради до 100-річчя від дня народження О.М.Смижука для того, щоб вшанувати цим його велич, відданість громаді та великий вклад у розбудову нашого села.
Після святкового богослужіння процесія громади церкви Різдва святого Івана Хрестителя с.Кутище та громади церкви Різдва Пречистої Діви Марії з хоругвами, духовними отцями Романом Коржинським та Романом Козаком вирушили до місця встановлення пам’ятника для його освячення та відкриття.
На відкритті були присутні: Ткачук Корнелія Онуфріївна – дочка, Ткачук Ігор Григорович – онук з правнуками, Дмитрук Дмитро Федорович – двоюрідний брат, Смижук Євген Миколайович – рідний племінник і його дружина Анастасія Василівна, Бабійчук Марія Миколаївна – рідна племінниця з чоловіком, Дмитрук Ольга Іванівна – дружина двоюрідного брата, Рифляк Євген Зеновійович – племінник, Романюк Анна Василівна – племінниця, а також кандидати в депутати до ВР України Кіндій Василь та Михайло Довбенко, Сергій Басараб – радник голови обласної державної адміністрації.
На відкритті виступили сільський голова Б.І.Налисник, який запросив до слова М.М.Ткачука, прозвучала пісня «Пам'яті Смижука», слова якої написала Ганна Глушко, музика І.Танчака, виконав А.Голубчак, а також пісня «Моє Кутище» у виконанні Семенків Марти та Головатої Галини (сл.. З.Гаврилів, муз. Ю.Федорак).
Функціонує народний музей історії склозаводу та села Кутище. Народний краєзнавчий музей (посів II місце на огляді-конкурсі музеїв історії населених пунктів області — 2015)

## Музей історії села
Музей в селі Кутище було засновано в 1983 році з ініціативи директора склозаводу О.М.Смижука на території склозаводу. Музей створював відомий журналіст, письменник Василь Лесів родом з с. Колінці. Йому допомагали збирати матеріал Бурлак Д. Я., Недільчак Г.Г., жителі села, а також і сам Смижук О.М. сідав на воза і допомагав привозити старовинні речі. Оформляли і впорядковували матеріал Красняк Михайло Володимирович, Пшеничний Ярослав Михайлович, Пона Йосип Васильович. В експозиції були фрагменти історії сіл Кутище та Вікняни, фрагмент хати, ремесла села, історія Тлумаччини, вироби, нагороди і фотографії працівників склозаводу. Музей на склозаводі проіснував до 1990 року.
Краєзнавчий музей с. Кутище знову було відкрито 12 липня 2009 року.Постановою колегії Управління культури національностей та релігій Івано-Франківської державної адміністрації присвоєно звання «Народний» краєзнавчому музею с. Кутище Тлумацького району від 22. 12. 2012 року.
В даний час в музеї є такі експозиції:
- історія села і школи;
- люди села;
- жила кімната кінця 19—поч.20 століття;
- ремесла;
- ткацтво;
- історія склозаводу;
- сакральне мистецтво;
- виставковий зал.

В кімнаті «Історія села і школи» зібрано матеріал про заснування села, школи, (фотографії, документальні матеріали), костюми місцевого різдвяного вертепу, трофеї громадянської, другої світової і війни на сході країни (АТО).
В кімнаті «Люди села» зібрано матеріал про людей, які зробили вагомий внесок у розвиток і розбудову села. В кімнаті кінця 19 – поч. 20 століття можна побачити макет печі характерний для с. Кутище, постіль, стіл, жердку для одягу, скриню, діжу, посуд, хатній інвентар.За час існування музею в новому приміщенні, проводились такі заходи : екскурсії, семінари, зустрічі з майстрами живопису, графіки, фотографії, декоративно-прикладного мистецтва. Були проведені такі виставки : персональна виставка члена Спілки художників України, жителя с. Кутище Романюка Івана Васильовича - 10. 07. 2009 року. На виставці було представлено -14 робіт, на яких пейзажі Карпатських гір ; з 08.07 по 08.11.2009 року проходила виставка плакатів «Про Українську Повстанську Армію», з архівів СБУ ; 19. 02. 2010 року виставка банерів «Голодомор 1932-1933рр.; 18.05.2011 року відкрилась персональна виставка члена Спілки художників України Богдана Бринського, на виставці було представлено 30-ть живописних робіт.

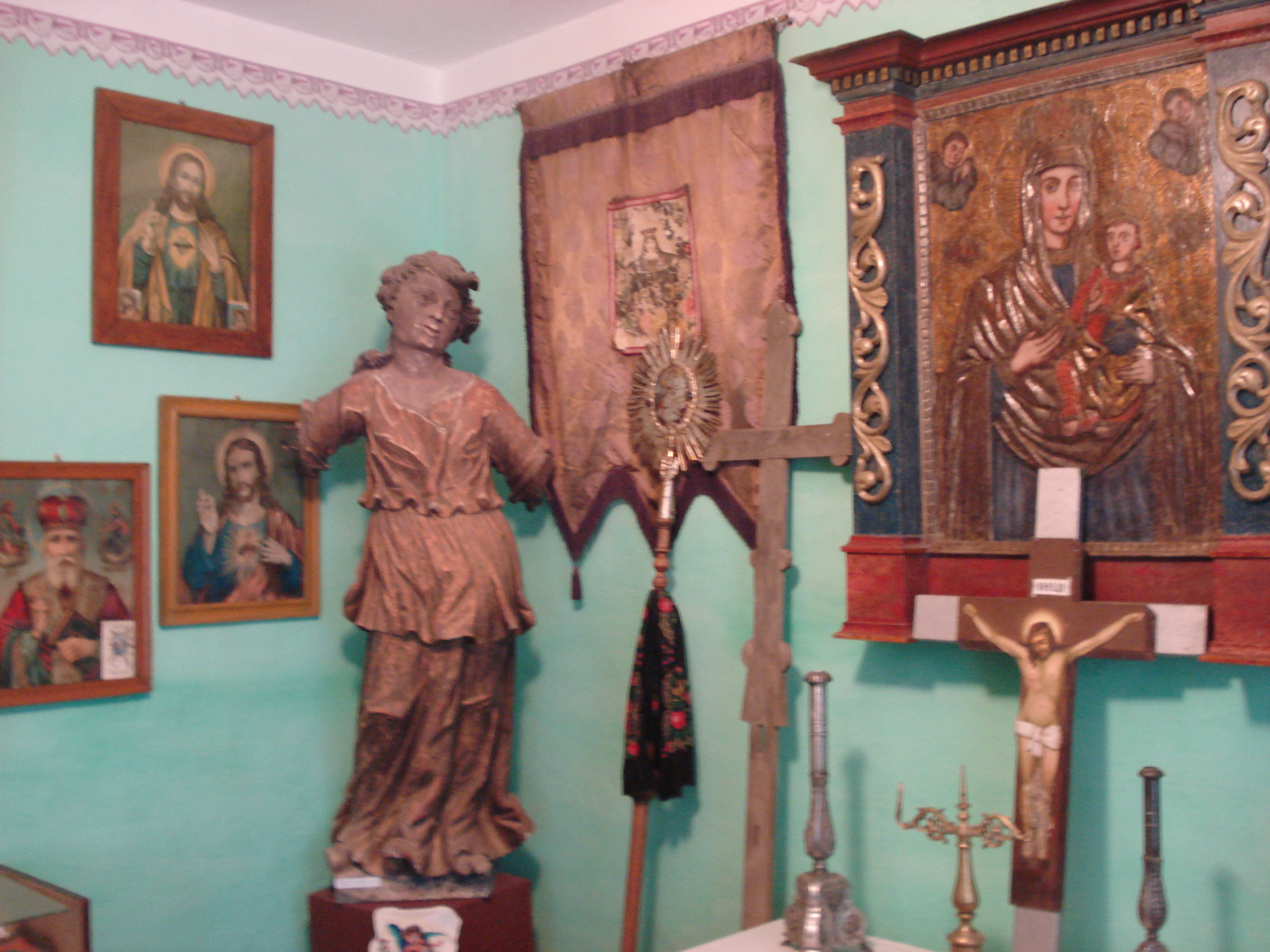

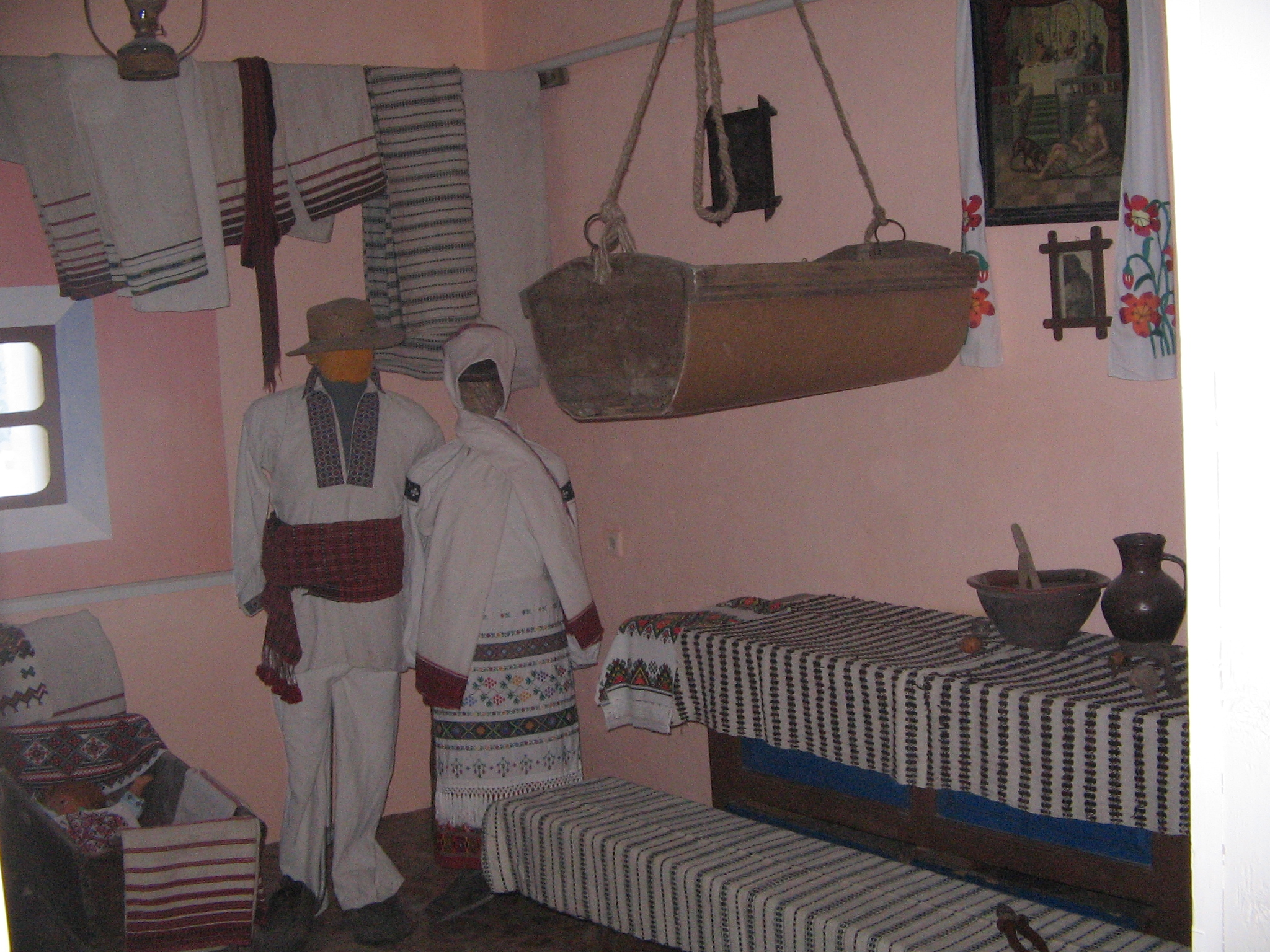

## Освіта
Основні дати пов`язані з школою в с. Кутище:
1816 р.-згадується в церковних довідниках-шематизмах, як парафіяльна
1852 р.- отримала статус державної
1896 р.-школа однокласна, одномовна (польська)
1900-1920 рр.-однокласна, двомовна (українська, польська)
1927 р. -школа двокласна
1939 р. -початкова
1941- 1944рр. -під час німецької окупації, школа не працювала
1944 р.-початкова
1948-1960 рр.-семирічна
1960 р.- восьмирічна
1989 р.-середня школа
1993 р.- ЗОШ I-III ст. «Материнська школа»
2014 р. – навчально-виховний комплекс (ЗОШ 1-3 ступенів - ДНЗ)
Перша писемна згадка про функціювання школи в с. Кутище припадає на 1816 р., про що вказується в церковних довідниках - шематизмах, як парафіяльна, однокласна, навчалися діти польською мовою, вона була на повному утримуванні парафіян. Такі школи називали дяківськими або народними. У 1836 році у школі працював учитель Еміль Владичин, який мав усього один рік педагогічного стажу. Його річна плата становила 131 флорин і 25 крейцарів, держава забезпечувала його 2 м кубічних дров. На той час до школи ходив 41 учень.
Громада села, сподіваючись на підтримку держави в галузі освіти, звертається до Ради народних шкіл у м. Львові з проханням надати школі статусу державної. Це прохання після деякого зволікання було задоволено і статус державної, школа отримала 6 лютого 1852 року. У 1858 році вчителя не було, тому діти школу не відвідували. На той час в селі було 49 хлопчиків та 36 дівчаток шкільного віку. З 1896 року школа була однокласною, одномовною. Хто був першим вчителем - невідомо. Чисельність населення в 1896 році сягала до 1808 осіб.
На основі архівних матеріалів, у 1900-1920 роках в селі існувала однокласна, двомовна школа, в якій навчалося 35 учнів. Приміщення школи знаходилося біля старої церкви, недалеко панського фільварку, дітей навчала вчителька Ядвіга Острозька, яка жила при школі, а в 1927 р. школа стала двокласною, двомовною, дітей навчали польською та українськими мовами, Ядвіга Острозька подовжувала навчати дітей. Але з невідомих причин, у 1928 р. вона виїхала із села за межі району.
До школи ходили осінню та навесні, відвідування було погане тому, що батьки залучали своїх дітей до домашніх робіт, а зимою в багатьох не було зимового взуття та одежі. У 1928 році дітей почав навчати місцевий дяк Густав Тарновський. У 1930 році до школи прийшли працювати Юзефа Чехович та Ванда Лівандовська. Під школу було виділено двокласне приміщення в центрі села біля католицького костьолу. Ким було побудовано це приміщення і коли, старожили не пам`ятають, скоріше всього це було колишнє приміщення корчми, під час будівництва нової школи воно було зруйноване (1974 р.).
У 1931-1932 рр. у школі вивчали релігію, польську та українську мови, арифметику, географію, історію (фонд 292, справа 307, с.15). У 1934-1939рр. село входило до об`єднаної сільської гміни Ніжнюв Тлумацького повіту. У 1939 р. в селі проживало 2360 мешканців, з них 2155 українців-католиків, 190 українців-римокатоликів і 15 поляків. З приходом більшовиків у 1939 році школа стала початковою, дітей навчали Яськів Дуся Маркіянівна та Проць Микола Якович. Під час німецької окупації школа не працювала. У приміщенні школи німці зруйнували стіну, яка розділяла шкільне приміщення на два класи і зробили в ньому клуб. (Із спогадів Бурлака Дмитра Яковича).
Після визволення села від німецьких окупантів, школа знову стала початковою, дітей навчала Жилава Стефанія Володимирівна, яка і завідувала школою.
У 1945 році до школи прийшов працювати Бурлак Дмитро Якович, який навчав дітей у початковій школі. Скільки учнів навчалося в школі в 1946 році - невідомо, в 1947 році - 17 учнів, в 1948 році переведено до 5 класу – 20 учнів.
У 1947 році завідувачем школи став Бурлак Дмитро Якович. Із східної України (Чернігівщина), були направлені на роботу в с. Кутище, випускниці Прилуцького педучилища, фронтовики -Сластьон Анастасія Василівна та Пальоха Марія Леонтіївна.
Сластьон-Бурлак Анастасія Василівна - учасник другої світової війни, призвана у діючу армію у 1943 році, пройшла бойовий шлях від містечка Ніжин Чернігівської області до м. Варшави (Польща), виконуючи обов’язки радиста зенітної батареї, була демобілізована у зв’язку з контузією у бою. Сластьон-Бурлак Анастасія Василівна пропрацювала у Кутищенській школі до 1979 року, нагороджена Почесними грамотами районного та обласного відділу освіти, Почесною грамотою Міністерства освіти УРСР.
У 1949 році в школі працюють такі вчителі: Гуцул Ганна Дмитрівна – вчитель української мови, Сухоребра Ганна Миколаївна, Воробчак Д.Д., Герус Б. М., Похитушко В. Т., одночасно відкривається філія на присілку Грабичанка, де було два класи-комплекти. У 1-х і 3-х класах навчання проводив вчитель Дацко Ф. Ю., а у 2-х і 4-х класах - Танчак П.П.
Бурлака Дмитра Яковича у 1950 році призначають директором Кутищенської семирічки, на цій посаді пропрацював до 1956 року, пізніше у різні роки працював вчителем трудового навчання, вийшов на пенсію у 1979 році, педагогічний стаж 28 років. За час перебування на посаді директора, здійснив добудову чотирьох класних кімнат до старого приміщення школи та реконструював шкільне приміщення всередині, розділивши великі класні кімнати. Таким чином до 1957 року приміщення школи нараховувало 6 класних кімнат, початкові класи навчалися у старому приміщенні біля церкви.
Заступники директора з виховної роботи
| № п/п | Прізвище, ім’я по батькові   | Коли працював       | Фах за дипломом    |
| 1.    | Базишин Володимир Михайлович | 1991 - 1993         | вчитель фізики     |
| 2.    | Двояк Василь Володимирович   | 1993 - 1999         | вчитель математики |
| 3.    | Гаврилів Марія Іванівна      | 1999 – по даний час | вчитель біології   |

Заступники директора з навчально-виховної роботи
| № п/п | Прізвище, ім’я по батькові             | Коли працював       | Фах за дипломом                       |
| 1.    | Кризька Віра Андріївна                 | 1949 – 1951 рр.     | вчитель російської мови і літератури  |
| 2.    | Вацеба /Боніковська/ Ганна Миколаївна  | 1950 – 1954рр.      | вчитель української мови і літератури |
| 3.    | Барчук Андрій Михайлович               | 1954 – 1956 рр.     | вчитель української мови і літератури |
| 4.    | Костик Михайдо Юрійович                | 1956 – 1957 рр.     | вчитель української мови і літератури |
| 5.    | ГотюрПавліна Петрівна                  | 1957 – 1958 рр.     | вчитель української мови і літератури |
| 6.    | Чуникова /Лесюк/ Людмила Олександрівна | 1958 – 1969 рр.     | вчитель російської мови і літератури  |
| 7.    | Цибик Стефа Миколаївна                 | 1969 – 1972 рр.     | вчитель математики                    |
| 8.    | Божумінська Ольга Дмитрівна            | 1972 – 1994 рр.     | вчитель російської мови і літератури  |
| 9.    | Бурлак Наталя Дмитрівна                | 1994 – 2014 рр.     | вчитель історії                       |
| 10.   | Грушецька Галина Петрівна              | 2014 – 2016 рр.     | вчитель хімії                         |
| 11.   | Максимчук Наталія Іванівна             | 2016 – по даний час |                                       |

Директори і завідувачі школою:
1. Яськів Дуся Маркіянівна - 1939 р., завідувач школою
2. Жилава Стефанія Володимирівна -1944-1946 рр., завідувач школою
3. Бурлак Дмитро Якович -1947-1950 рр., завідувач школою
4. Бурлак Дмитро Якович -1950-1956 рр., директор школи
5. Авдєєва Р. А. -1956-1957 рр., директор школи
6. Жолобайло Ярослав Ярославович - січень 1957р.- серпень 1957р., директор школи
7. Богач Михайло Йосипович - 1957- 1973 рр., директор школи
8. Мазур Петро Михайлович -1973-1981 рр., директор школи
9. Боднарчук Дмитро Юрійович -1981-1985 рр., директор школи
10. Божумінська Ольга Дмитрівна -1985-1986 рр., виконувач обов`язків директора
11. Соляник Володимир Васильович - 1986-1989 рр., директор школи
12. Кочеров Віталій Павлович -1989-2010 рр., директор школи
13. Куценко Ганна Іванівна – 2010 р.- по даний час, директор школи.